# Hypnosystemische Therapie
Der Begriff hypnosystemische Therapie wurde Anfang der 1980er-Jahre von Gunther Schmidt geprägt, indem er kompetenzaktivierende hypnotherapeutische und lösungsorientierte systemische Ansätze zum ganzheitlichen Konzept der Hypnosystemik zusammenführte.  Schmidt ist Volkswirt, Facharzt für psychosomatische Medizin und Psychotherapie sowie Mitgründer, ärztlicher Direktor und geschäftsführender Gesellschafter der sysTelios Klinik in Siedelsbrunn. Der Mitbegründer der Heidelberger Schule studierte ab 1979 Hypnotherapie bei Milton H. Erickson in den USA. Weitere Vertreter des hypnosystemischen Ansatzes sind Reinhold Bartl, Stefan Hammel, Roland Kachler, Ortwin Meiss, Jochen Peichl, Manfred Prior und Hanne Seemann.
Hypnosystemische Therapie verbindet Methoden Erickson'scher Hypnotherapie in systemischen Therapieansätze (inklusive Elementen von Teile- und Aufstellungsarbeit bzw. Psychodrama) mit dem Gedanken, „Beide […] gehen vom fast identischen Verständnis aus, wie Veränderung geschehen kann (nämlich durch die Bildung von Unterschieden in bisher vorherrschenden Mustern“ der Deutung und Interaktion im Klienten bzw. Klientensystem).
Probleme werden demnach autohypnotisch im Zuge einer Einengung der Wahrnehmung von Gestaltungsspielräumen erzeugt (Problemtrance). Der Therapeut unterstützt den Klienten beim Entwickeln einer Lösungstrance durch Fokussierung auf eigene Ressourcen. Potenziell ungünstige selbsthypnotische Botschaften aus dem „Tunnelblick“ einer Problemperspektive können durch Angebote des Therapeuten (als eines „Realitätenkellners“) in zieldienliche Autosuggestionen umgekehrt werden: „Wahlfreiheit wieder zu erhöhen ist das Ziel aller hypnosystemischen Interventionen.“
In der Regel entfallen die formalen Tranceinduktionen und hypnotischen Monologe traditioneller Hypnoseansätze zugunsten eines kompetenzfokussierten Dialogs zwischen Therapeut und Klient als gleichrangigen Gesprächspartnern.